# Orde van de Verlosser

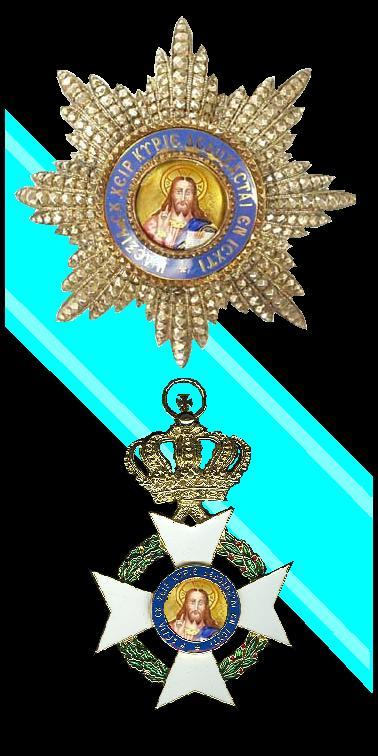
Grootkruis, ster en lint van de Orde van de Verlosser. Particuliere verzameling, Groningen.

De Orde van de Verlosser (Grieks: Βασιλικον Τάγμα του Σωτήρος, Basilikon Tagma toi Soteros) is in 1829 door de Griekse Nationale Vergadering die op Argos bijeenkwam ingesteld. Het is de hoogste onderscheiding van Griekenland.
In 1829 was het de bedoeling van de vergadering om de orde toe te kennen aan de admiralen van de vloten die de Grieken ondersteunden bij de onafhankelijkheidsstrijd tegen Turkije. De Orde was ook bedoeld voor diegenen die zich in de onafhankelijkheidsoorlog hadden onderscheiden door moed, maar het kwam niet tot het verlenen.
In 1833 gaf Koning Otto I de Orde statuten.
Het motto van de Orde is: "E dexia sokher, Kyrie dedoxastai en iskyi" (In uw hand, O Heer de macht en de glorie).

## Graden
De Orde van de Verlosser kent vijf graden:
- Grootkruis
- Grootcommandeur
- Commandeur
- Gouden Kruis
- Zilveren Kruis

## Decoranti
Koningin Beatrix, koningin Juliana en prins Bernhard en onder meer Christiaan ten Bosch en Lodewijk van Heiden werden met het grootkruis in deze Orde onderscheiden.